# Вейхардт, Георгий Георгиевич
Гео́ргий Гео́ргиевич Ве́йхардт (19 августа 1888 — 1919) — российский физик.

## Биография
Родился в семье коммерции советника Георгия Августовича Вейхардта (1855–1914) и Марии Антоновны Вейхардт (при рождении Вальтер; 1863–?). Сестра — Елена Георгиевна Тамаркина (при рождении Вейхардт; 1888–1934), муж сестры — Яков Давидович Тамаркин (1888–1945).
В 1910 году окончил физико-математический факультет Императорского Санкт-Петербургского университета с дипломом I степени. Был оставлен при университете для подготовки к профессорскому званию до 1913 года. В 1913 году был направлен в командировку в Голландию на собственные средства, где был ассистентом П. Дебая.
В 1915 году стал сверхштатным младшим ассистентом по физическому кабинету Императорского Петроградского университета, затем — приват-доцентом. В 1917 году был направлен в командировку в Пермь в качестве и. о. профессора по кафедре физики и физической географии Пермского университета. В том же году в «вакционное время» выезжал в Германию, Москву, Петроград, Вятку, в 1919 году — в Екатеринбург, Омск, Томск и другие города «для целей оборудования физического института и ознакомления с постановкой практических занятий во вновь открытых учебных заведениях». В 1918 году стал членом редакторской коллегии «Журнала Физико-математического общества при Пермском университете». В 1919 году стал и. о. экстраординарного профессора Пермского государственного университета.
В 1919 году во время эвакуации вместе с А. В. Колчаком утонул на станции Называевская (по другим сведениям, во время купания в реке Пышма).